# Titanosauria
Titanosaurs (hoặc titanosaurians) là một nhánh khủng long Sauropoda đa dạng bao gồm Saltasaurus và Isisaurus của Châu Phi, Châu Á, Nam Mỹ, Châu Âu và Úc. Loài titanosaurians là nhóm khủng long cổ dài cuối cùng còn sót lại, loài taxa vẫn phát triển mạnh vào thời điểm xảy ra sự kiện tuyệt chủng vào cuối kỷ Phấn trắng. Đây là nhóm khủng long sống trên cạn lớn nhất từng tồn tại, ví dụ như Patagotitan ước tính dài 37 m (121 ft) với trọng lượng có thể lên tới 69 tấn (hoặc 76 tấn) - hay Argentinosaurus và Puertasaurus có kích thước tương đương từ cùng khu vực.
Tên của nhóm khủng long này ám chỉ đến những người khổng lồ trong thần thoại Hy Lạp cổ đại, thông qua chi (hiện được coi là nomen dubium) Titanosaurus. Cùng với brachiosaurids và họ hàng, titanizardian tạo nên Titanizardiformes lớn hơn. Titanizard từ lâu đã là một nhóm ít được biết đến và mối quan hệ giữa các loài titanizard vẫn chưa được hiểu rõ.